# آرکتیک کرسر
آرکتیک کرسر (به انگلیسی: Arctic Corsair) یک کشتی بود که طول آن ۱۸۷٫۱ فوت (۵۷٫۰ متر) بود. این کشتی در سال ۱۹۶۰ ساخته شد.